# Kärrtimalia
Kärrtimalia (Pellorneum palustre) är en hotad asiatisk fågel i familjen marktimalior som enbart förekommer i nordöstra Indien.

## Utseende och läten
Kärrtimalian är en 15 cm lång, mörkbrun marktimalia med svartaktiga streck på nedre delen av strupen och på bröstet. Hjässa och ovansida är enhetligt bruna, medan undersidan är vit på strupe och centralt på buken, med rostfärgad anstrykning på nedre delen av strupe och bröst samt buksidorna. Sången består av en kort fras som inleds med hårdare toner, i engelsk litteratur beskriven som "krrt trr trr wi yi-yu", "trr trr wi-you", "trh-trh tu-tiu" och "trrh-ti trrh-ti trrh-ti".

## Utbredning och systematik
Fågeln förekommer i nordöstra Indien (Arunachal Pradesh till Cachar, Khasi, Chittagong Hills). Den behandlas som monotypisk, det vill säga att den inte delas in i några underarter.

## Levnadssätt
Arten är stannfågel i vida vassbälte och högvuxet gräs, ibland med inslag eller spridda träd, på träskmark eller intill floder, från låglänta områden upp till 800 meters höjd. Den har också påträffats i fuktiga buskmarker inne i skogsområden. Den ses i par eller smågrupper på eller nära marken. Häckning sker under regnperioden från maj och framåt.

## Status och hot
Kärrtimalian hittas enbart vid ett fåtal, vida spridda lokaler. Med tanke på biotopens begränsade omfattning tros beståndet vara litet, uppskattat till mellan 2 500 och 10 000 adulta individer. Återstående häcklokaler är utsatta för hot från jordbrukets utvidgning, överbete och olämplig användning. Dock är en större del av utbredningsområdet skyddat. Grundat på detta kategoriserar internationella naturvårdsunionen IUCN arten som sårbar.